# Roch
Roch (kymriska: Y Garn) är en ort i community Nolton and Roch, i principal area Pembrokeshire i Wales. Orten är belägen 8 km från Haverfordwest. Orten hade 525 invånare år 2020.